# Фаррар, Фрэнк
Фрэнк Лерой Фаррар (англ. Frank Leroy Farrar; 2 апреля 1929, Бриттон, Южная Дакота — 31 октября 2021, Рочестер, Миннесота) — американский политик, 24-й губернатор Южной Дакоты (1969—1971), генеральный прокурор Южной Дакоты (1963—1969).

## Биография
Фрэнк Фаррар родился 2 апреля 1929 года в Бриттоне (округ Маршалл, штат Южная Дакота) в семье Вирджила Фаррара (Virgil W. Farrar) и Венеции Фаррар, урождённой Тейлор (Venetia Farrar, née Taylor). Он рос в Бриттоне, учился в Britton High School, которую окончил в 1947 году.
После окончания школы Фаррар поступил в Университет Южной Дакоты и в 1951 году получил степень бакалавра наук (B.S. in Business). Затем он продолжил обучение в школе права Университета Южной Дакоты, которую окончил в 1953 году, получив степень бакалавра права (LL.B.). В 1949—1953 годах Фаррар находился в резерве Армии США, а в 1953—1955 годах, в период Корейской войны, служил лейтенантом в Форт-Беннинге (штат Джорджия). Там же 5 июня 1953 года он женился на Патрише Джин Хенли, которая была родом из Клермонта (Южная Дакота); впоследствии у них было пятеро детей.
В 1955 году Фрэнк Фаррар вместе с женой переехал в Сиэтл, где он работал агентом налоговой инспекции. Затем он возвратился в Бриттон, где работал адвокатом, а также выполнял обязанности окружного судьи (в 1957 году) и прокурора штата (в 1958 году).
В 1962 году Фаррар был избран генеральным прокуророром Южной Дакоты. Он вступил в должность в январе 1963 года, в возрасте 33 лет, — тем самым, он стал самым молодым генеральным прокурором в истории штата. Он проработал генеральным прокурором шесть лет (три двухлетних срока), до января 1969 года.
В 1968 году Фаррар стал кандидатом от республиканской партии на выборах губернатора Южной Дакоты, на которых его соперником был кандидат от демократической партии Роберт Чамберлен. Набрав 57,65 % голосов избирателей, Фаррар победил, вступив в должность губернатора Южной Дакоты 7 января 1969 года. На следующих выборах губернатора Южной Дакоты, состоявшихся в 1970 году, Фаррар уступил кандидату от республиканской партии Ричарду Нейпу (Нейп набрал 54,85 % голосов, а Фаррар — 45,15 %).
Фрэнк Фаррар скончался 31 октября 2021 года в Рочестере (штат Миннесота), ровно через шесть лет после кончины его жены Патриши.